# 노유민
노유민(본명: 노갑성, 1980년 10월 12일 ~ )은 대한민국의 가수이며, 보이 그룹 NRG의 멤버이다. 역대 NRG 멤버중 유일하게 단 한번도 탈퇴없이 계속적으로 활동해온 멤버이다.

## 학력
- 서울방일초등학교 1993년 졸업
- 방배중학교 1996년 졸업
- 한양공업고등학교 1999년 졸업
- 경희대학교 1999년 국제캠퍼스 포스트모던음악학과 학사

## 생애
1997년 10월 28일 NRG의 멤버로 데뷔해 '티파니에서 아침을', '할 수 있어', '사랑만들기', 'Hit Song' 등을 히트시켰다. 한때 100kg까지 살이 쪘지만 2017년 70kg까지 살을 뺐다. 2018년 1월, 12년 만에 그룹 NRG로 다시 복귀하였다. 종교는 장로회이며, 2019년 7월~8월 KBS2 살림남 프로그램에서 프로젝트 그룹 결성하여 남성 3인조 그룹 노훈수(멤버 : 노유민, 천명훈, 김성수) 프로젝트로 잠시 활동을 했었다.

## 참여 작품

### 예능
- KBS1 《TV는 사랑을 싣고》 (2020년) - 66회 게스트
- KBS2 《노래싸움 - 승부》(2017년) - 7차전 등장
- MBC 《미스터리 음악쇼 복면가왕 》(2015년) - 오늘 차인 순정남
- SBS 《생방송 브라보 나눔로또》(2012년) - 500회 게스트
- MBC 《뜨거운 형제들》(2010년)
- SBS 《마이 파트너》(2010년)
- MBC 《스타 댄스 대격돌 - 춤 봤다》(2010년)
- MBC 《스타천하장사 씨름의 신》(2010년)
- KBS2 《위기탈출 넘버원》 (2006년 3월 18일 ~ 2006년 6월 3일) - 고정 패널
- MBC 《강력추천! 토요일》(2005년)

### 뮤지컬
- 《피터팬》